# Geschichte Japans (Inoue)
Das Sachbuch Geschichte Japans von Kiyoshi Inoue erschien 1963, 1965 und 1966 in drei Taschenbuchbänden unter dem Originaltitel Nihon no Rekishi (日本の歴史) beim Verlag Iwanami Shoten, Tokyo. Es wurde von Manfred Hubricht ins Deutsche übersetzt und erschien im Campus Verlag. 1995 erschien eine Überarbeitung von Eva-Maria Meyer. 
Inoues Werk ist der erste moderne Gesamtüberblick über die japanische Geschichte, der von einem Japaner und nicht von Außenstehenden verfasst wurde. Bis heute ist das Werk in Japan eines der am meisten verkauften Geschichtsbücher. Es ist politisch links angesiedelt und vom Historischen Materialismus und von Max Webers Religionssoziologie, aber auch von einem aufgeklärten Humanismus geprägt.

## Inhalt
Die marxistische Prägung äußert sich unter anderem darin, dass das Buch die „Geschichte von unten“ beschreibt, indem nicht nur Hofadlige und Samurai handelnde Akteure sind, sondern auch das einfache Volk. Inoue arbeitet für Japan auch die Geschichtsabfolge des historischen Materialismus von Urgesellschaft über Sklavenhaltergesellschaft, Feudalgesellschaft und kapitalistischer Gesellschaft heraus, eine Abfolge, die gerade für die japanische Geschichte umstritten ist. Die japanische Geschichte als „Sonderweg“, und Japan als „einzigartige“ Kultur, wie es viele Autoren des Nihonjinron vertreten, findet sich bei ihm jedoch nicht.

## Historische Einordnung
Das Buch ist geprägt vom Geist der japanischen „Nachkriegsdemokratie“ der 1950er Jahre. Japan wurde nach der Niederlage im Zweiten Weltkrieg von der alliierten Besatzungsregierung demokratisiert, gegen den passiven Widerstand der eher konservativen Eliten. Liberale und linke Intellektuelle begrüßten dagegen die Reformen der Amerikaner, selbst wenn sie mit der Besatzung selbst nicht einverstanden waren, und prägten unter dem Begriff Nachkriegsdemokratie die Forderung nach weitergehender Demokratisierung der japanischen Gesellschaft und der Umsetzung der Friedensverfassung. 
Insbesondere wandten sie sich gegen die Umorientierung des Geschichtsunterrichts ab 1953, nach der Wiedererlangung der Souveränität. Das Bildungsministerium verwendete die Zulassungsprozedur für Schulbücher, um Fakten zu unterdrücken, die der Ausbildung der Vaterlandsliebe und einer positiven Einstellung den neu gegründeten Selbstverteidigungsstreitkräften gegenüber im Weg standen. Dabei wurden insbesondere negativ besetzte Begriffe relativiert, wie die „Invasion“ in China, die zu einem „Vorrücken“ abgeschwächt wurde. Kritische Themen wie die Trostfrauen und Einheit 731 wurden aus den Büchern entfernt. Doch neben diesen Hauptstreitpunkten gab es auch grundsätzliche Differenzen, etwa die Frage, ob die Meiji-Restauration bereits eine bürgerliche Revolution gewesen sei, wie konservative Historiker argumentierten, oder ob diese bürgerliche Revolution erst durch die Nachkriegsdemokratie vollzogen wurde.
Während die Schulbücher von konservativen Kräften im Ministerium kontrolliert wurden, erlaubte das Verbot der Zensur in der Verfassung linken Intellektuellen jedoch, in akademischen Werken und Geschichtsbüchern für den freien Markt gegenzusteuern. Bereits seit der Taishō-Zeit und bis in die 1960er Jahre hatten die marxistischen Geschichtsphilosophie, der Historische Materialismus, und Max Webers Religionssoziologie starken Einfluss auf japanische Historiker, auch auf Inoue. Inoue gehörte dabei einer reflexiven Richtung an, die versuchte, kulturelle Besonderheiten Japans mit einfließen zu lassen. 